# Злотово (Мальборський повіт)
Злотово (пол. Złotowo, нім. Reichfelde) — село в Польщі, у гміні Старе Поле Мальборського повіту Поморського воєводства.
Населення — 282 особи (2011).
У 1975-1998 роках село належало до Ельблонзького воєводства.

## Демографія
Демографічна структура станом на 31 березня 2011 року:
|          | Загалом | Допрацездатний вік | Працездатний вік | Постпрацездатний вік |
| -------- | ------- | ------------------ | ---------------- | -------------------- |
| Чоловіки | 148     | 35                 | 102              | 11                   |
| Жінки    | 134     | 27                 | 81               | 26                   |
| Разом    | 282     | 62                 | 183              | 37                   |